# Даугавпилсская епархия (лютеранская)
О православной епархии см. Даугавпилсская епархия
Даугавпилсская епархия — епархия Лютеранской церкви Латвии, центр находится в городе Даугавпилс, Латвия.

## История
Решение о создании епархии принято на 22 Синоде Лютеранской церкви в июне 2006 года, объемлет территорию Латгалии, входит 46 общин Латгалии. Кафедральным собором избран храм Мартина Лютера в Даугавпилсе, что по улице 18 ноября. Позднее назначен первый епископ Эйнарс Алпе. В декабре 2007 года вступил на епископскую кафедру в храме Мартина Лютера.

### Пробства епархии
- Даугавпилсское
- Балвское
- Селпиское

## Правящие епископы
- Алпе Эйнарс с 2007 года, 8 декабря[3][4] - по настоящее время.